# Полін Джонсон
Полін Джонсон (повне ім'я — Емілі Полін Джонсон, англ. Emily Pauline Johnson, також відома як Техагіонвейк, англ. Tekahionwake, 10 березня 1861, резервація Чифсвуд, Канада — 7 жовтня 1913, Ванкувер, Британська Колумбія) — канадська поетеса. Донька англійки й вождя індіанського племені могавків. Писала англійською мовою. Творчість Джонсон пов'язана з життям індіанців, їхньою історією і фольклором.

## Життєпис
Полін Джонсон народилася 10 березня 1861 року в індіанській резервації Чіфсвуд (англ. Chiefswood) в Онтаріо. Вона була молодшою дитиною з чотирьох дітей в сім'ї. Її мати, Емілі Гоуеллс, була англійкою з Бристоля, а батько, Джордж Джонсон, походив з відомого племені північноамериканських індіанців могавків, з клану Вовка. Це плем'я ще у 1570 році об'єдналося з чотирма іншими в Союз П'яти Племен. Джордж Джонсон служив перекладачем у Раді Конфедерації цього союзу і був призначений вождем.
Освіта Полін Джонсон не була послідовною. Вона не кінчила ні середньої, ні вищої школи. Три роки вчилася в індіанській початковій школі, два роки — в центральній школі у Брентфорді. З дитинства читала Шекспіра, Байрона, Лонгфелло.
П. Джонсон любила подорожувати. Була майстром веслування на каное.

## Творчість
Перша її збірка — «Білий вампум» вийшла друком у 1895 році. Найголовніші поезії й легенди зібрано в книгах «Легенди Ванкувера» (1911) та «Кремінь і перо» (1912). В них Джонсон протестує проти сваволі колонізаторів, відстоює ідеї миру і дружби народів.
Д. Павличко написав вірш «Біля будинку Полін Джонсон», Лариса Мурович написала вірш «Гранд-арабеска».
М. Коцюбинська після поїздки до Ванкувера у 1993 році щодо відання багатьох ванкуверців про П. Джонсон писала: «Виявилося, що її практично забули на батьківщині — і саме я нагадала ванкуверцям про їхню славну землячку (доповідь в університеті, виступ по радіо…)».

## Українські переклади
У 1927 році в журналі «Жіноча доля» було опубліковано легенду «Сім лебедів» і новелу «Морська змія» (в перекладі Ю. Кисілевського). Окремі вірші Джонсон переклали українські поети як в Україні, так і в Канаді, зокрема М. Коцюбинська, Д. Павличко, П. Махов, В. Глинчак та інші.

## Факти
Поезія "Пісня мого весла" перегукується з Шевченковим "Реве та стогне Дніпр широкий":
Там перед нами пороги ревуть,
Вічно запінену хвилю несуть.
Ринь, ринь
Туди, де шалено вирує вода,
Кипить і клекоче, зрина і спада.
Український переклад Михайлини Коцюбинської - часопис "Всесвіт", 1958, №2, с. 88. 

### Видання
- Вибрані поезії. — Львів. 1962.

## Галерея

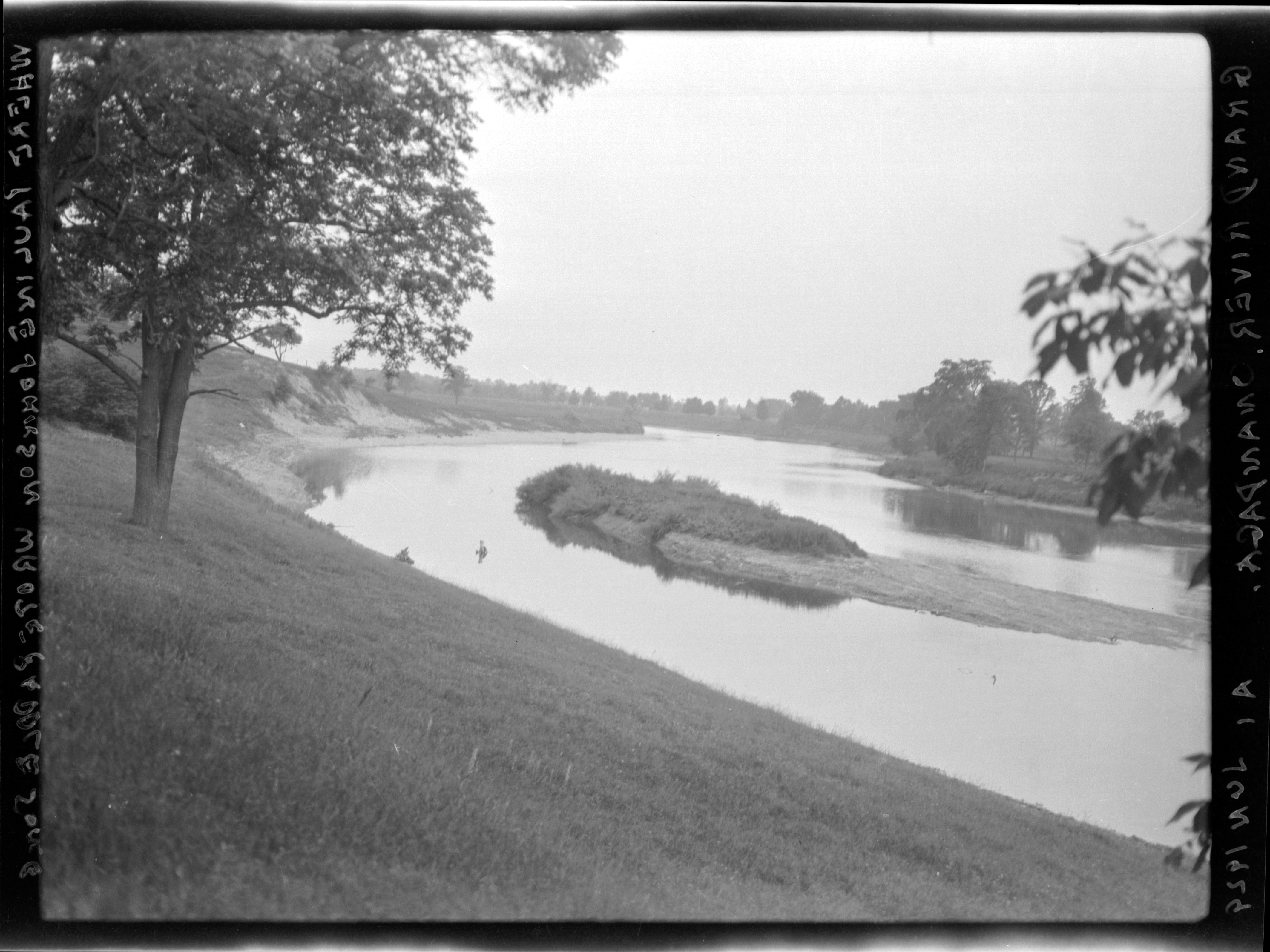
Гранд-Ривер, Онандага, де Полін Джонсон (Tekahionwake) написала «Веслувальну пісню»
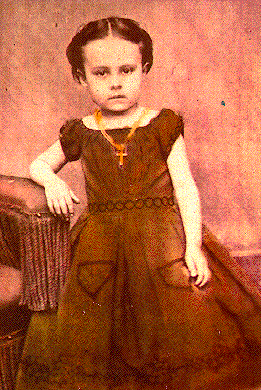
Полін Джонсон в дитинстві
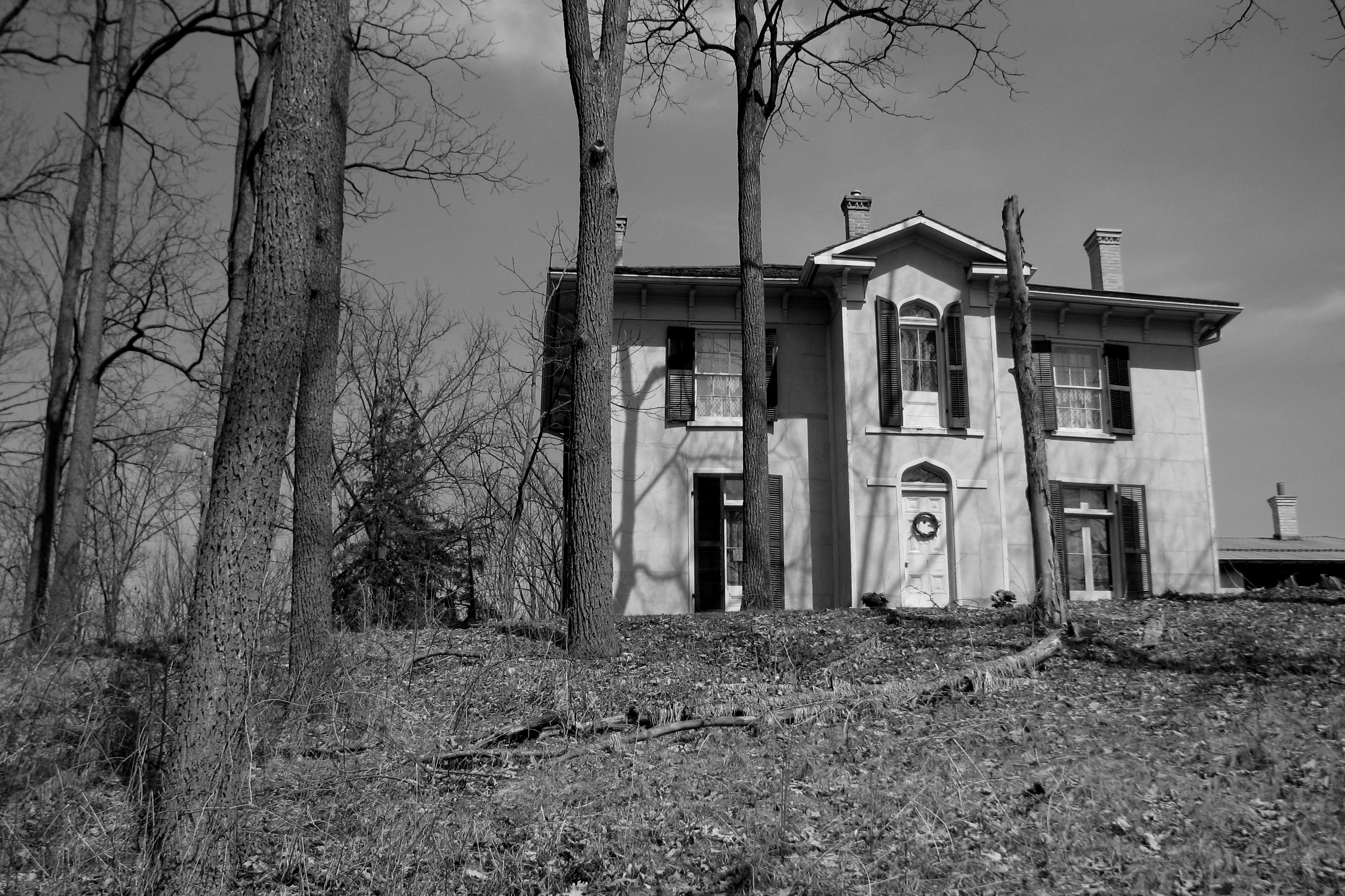
Будинок у резервації Чіфсвуд, в якому народилася П. Джонсон. Є культурною пам'яткою Канади. В будинку розташований музей.
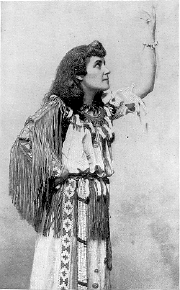
Полін Джонсон з браслетом з ведмежого пазура
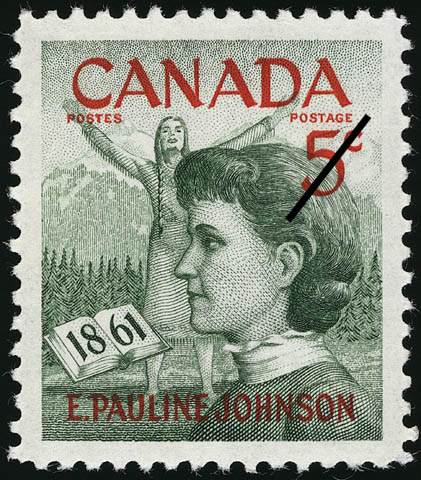
Канадська пам’ятна марка випущена з нагоди сторіччя з дня народження Полін Джонсон
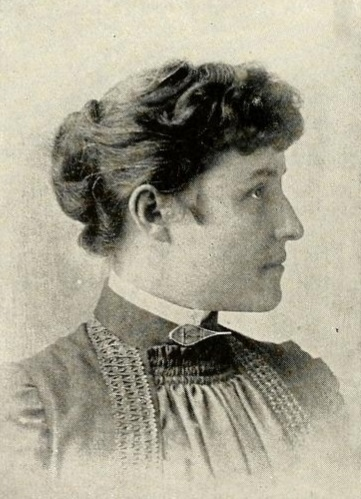
Полін Джонсон з «Американських жінок», 1897.jpg
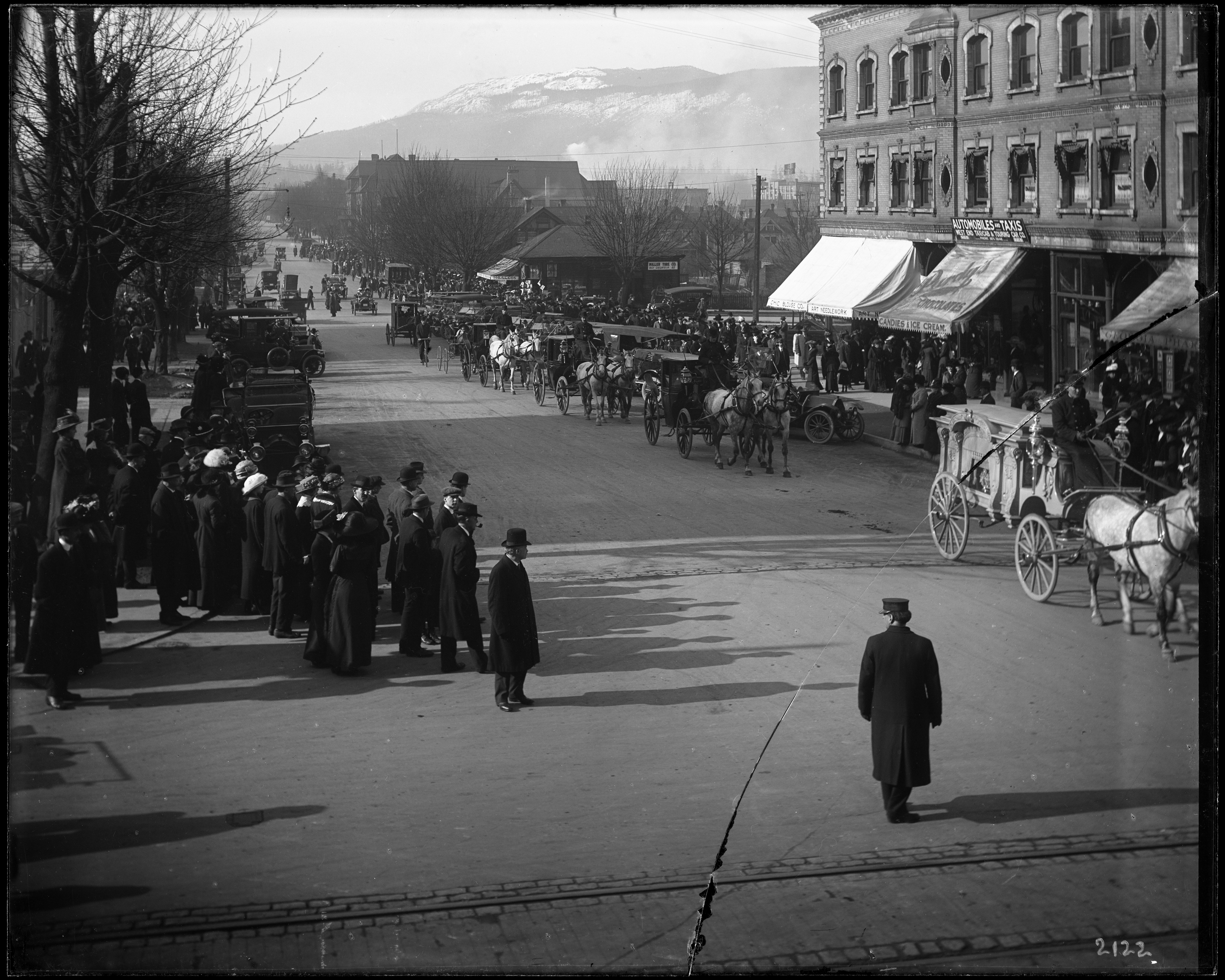
Похоронна процесія Полін Джонсон
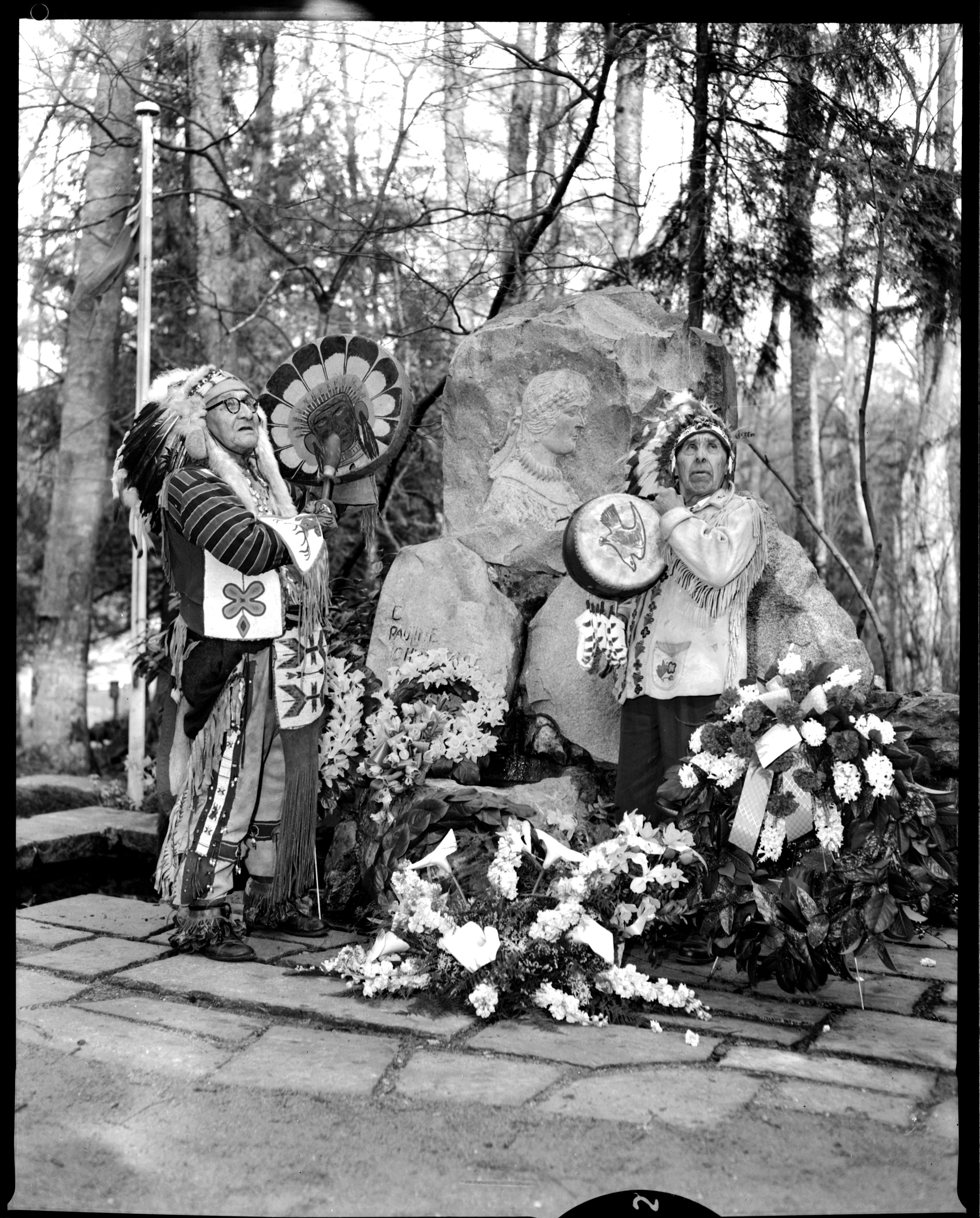
Меморіал Полін Джонсон у парку Стенлі

## Виноски
1. 1 2 3  Bibliothèque nationale de France BNF: платформа відкритих даних — 2011.
2. 1 2  SNAC — 2010.
3. ↑  Find a Grave — 1996.
4. ↑  Native American Women: A Biographical Dictionary — Routledge. — 412 p. — ISBN 978-0-415-93020-8
5. ↑  https://orlando.cambridge.org
6. ↑   «Біля будинку Полін Джонсон» (1961). Д. Павличко. Твори: В 3-х т. — К.: Дніпро. — Т. 1: Поезії. — С. 250—251. ISBN 5-308-003309 (т. 1).
7. ↑   Лариса Мурович. Гранд-арабеска (Поліні Джонсон). // Anthology of Ukrainian poetry in Canada, 1898—1973. — Ukrainian Canadian Writers' Association «Slovo». — 1975 — С. 98.
8. ↑  М. Коцюбинська. Книга Споминів [Архівовано 30 жовтня 2017 у Wayback Machine.]. — Акта, 2006. — С. 96 [Архівовано 30 жовтня 2017 у Wayback Machine.]. ISBN 966-8917-00-6
9. ↑  Chiefswood. Canada's Register Historic Places. Parks Canada. Архів оригіналу за 7 листопада 2017. Процитовано 30 жовтня 2017. (англ.)